# Ан-180
Ан-180 — український середньомагістральний широкофюзеляжний авіалайнер середньої пасажиромісткості, що розроблявся конструкторським бюро в КБ Антонова.

## Історія проєкту
Розробка середньомагістрального пасажирського літака Ан-180 почалася в АНТК ім. О. К. Антонова в 1991 році.
Проєктування почалося в 1991 р.
На самісінькому початку Ан-180 був дводвигуновим високопланом з максимальною уніфікацією систем з Ан-70. Але виявилося, що ця схема для пасажирського літака просто згубна з економічної точки зору.
Спочатку це був нічим не оригінальний проєкт літака з Т-подібним оперенням і гвинто-вентиляторами на пілонах. Але пілони вийшли надто великі — діаметр гвинто-вентиляторів зобов'язував щоби пілони не залишались незадіяними; вирішили трохи зменшити площу ГО і спрофілювати відповідно пілони з навішуванням на них рулів висоти. Вийшло біпланове оперення. Зрозумівши, що це занадто, вирішили повністю відмовитися від Т-подібності. Виходило, що вже не двигуни були на кінцях стабілізатора, а пілони, що перетворилися в ГО. Але сумарний вектор аеродинамічних сил на стабілізаторі, як правило спрямований вниз, туди ж і вага двигунів, причому момент у закладенні такого пілона — стабілізатора — вкрай великий. Зайву вагу такої схеми на початку 1990-х не компенсувало жодне зменшення витрат. Враховуючи, що тоді і гас коштував  дешевше.
Спорудження дослідного літака передбачалося завершити в 1995 р., передача серійних літаків в експлуатацію передбачалася в 1997 р.

## Схема проєкту
Ан-180 побудований за аеродинамічною схемою вільнонесучого низькоплана. Фюзеляж типу напівмонокок круглого перерізу (діаметр 4,3 м). Крило з помірною стріловидностю, забезпечене кінцевими аеродинамічними поверхнями. Шасі забирається, триколісне з носовою стійкою. Силова установка складається з 2-x гвинто-вентиляторних двигунів Д-27, розташованих на кінцях стабілізатора.
Конструктивною особливістю проєкту є двигуни, що тягнуть гвинто-вентиляторами, які розташовані з боків хвостової частини фюзеляжу. Крило забезпечено кінцевими аеродинамічними поверхнями. Хвостове оперення Т-подібне.
Літак повинен володіти високою економічністю з витратою палива 14, 5 г на пасажиро-кілометр.
ДВИГУНИ. ТВД Д-27 ЗМКБ «Прогрес» (2Х 10209 кВт, 2Х13880 к.с.).

## Характеристики

### Параметри
Злітна маса:
- — Максимальна 71700,
- — Нормальна 67500;
- -порожнього спорядженого літака 42 500;
- -максимального комерційного навантаження 18000.

### Льотні дані
- Крейсерська швидкість 800 км / год;
- крейсерська висота польоту 10100 м;
- затребувана довжина ВПП 1950 м (при злітній масі 67, 5 т) або 2300 м (при злітній масі 71, 7 т);

Практична дальність:
- — З максимальним комерційним навантаженням 1800 км (при злітної масі 67, 5 т) або 3300 км (при злітної масі 71, 7 т),
- — З 175 пасажирами 2400 км (при злітної масі 67, 5 т) або 3900 км (при злітної масі 71, 7 т),
- — З 163 пасажирами 3060 км (при злітної масі 67, 5 т) або 4500 км (при злітної масі 71, 7 т),
- — З максимальним запасом палива 7700 км (при злітної масі 67, 5 т і з 52 пасажирами) або 7500 км (при злітної масі 71, 7 т і з 95 пасажирами).

## Сучасний стан програми
Внаслідок розпаду СРСР та вкрай несприятливої економічної кон'юктури на ринку перевезень в АНТК було вирішено відмовитись від подальшої розробки даного проєкту. У 2007 році, тоді заступник генерального конструктора Авіаційного науково-технічного комплексу (АНТК) ім. Антонова Олександр Ківа, повідомив, що в цей час проєкти Ан-180 і Ан-218 заморожені і їхнє подальше просування тепер «не обговорюється».
«Ці проєкти давно заморожені … (Вони) поки не обговорюються», — зазначив Ківа. Він додав, що замість цього АНТК працює над іншими, новими, розробками. У той же час Ківа не став їх називати. «Не будемо заздалегідь про це говорити», — підкреслив він.
Втім навіть на сьогодні проєкт є вкрай актуальним, враховуючи, що технічна документація на нього готова не повністю, є доцільним реанімувати розробку з врахуванням нових віянь в сфері використання композитних матеріалів, для більшого покращення льотно-технічних показників.